# كورتني بيكر-ريتشاردسون
كورتني بيكر-ريتشاردسون (بالإنجليزية: Courtney Baker-Richardson) هو لاعب كرة قدم بريطاني في مركز الهجوم، ولد في 5 ديسمبر 1995 في كوفنتري في المملكة المتحدة. لعب مع كوفنتري سيتي ونادي تاموورث ونادي كيترينغ تاون.

## وصلات خارجية
- كورتني بيكر-ريتشاردسون على موقع قاعدة بيانات كرة القدم.إي يو (الإنجليزية)
- كورتني بيكر-ريتشاردسون على موقع Soccerbase.com (لاعب) (الإنجليزية)
- كورتني بيكر-ريتشاردسون على موقع Soccerway.com (الإنجليزية)